# پائولو آدریانو
پائولو آدریانو (انگلیسی: Paulo Adriano؛ زادهٔ ۳ مارس ۱۹۷۷) بازیکن فوتبال اهل پرتغال است.
از باشگاه‌هایی که در آن بازی کرده‌است می‌توان به باشگاه فوتبال آکادمیکا، باشگاه فوتبال اسپارتاک ولادی‌قفقاز، و باشگاه فوتبال ویتوریا گیمارش اشاره کرد.